# Makuro
Makuro ist ein Verwaltungsbezirk (englisch Ward) des Distrikts Singida (DC) in der tansanischen Region Singida.

## Geografie
Makuro ist ein Bezirk im nördlichen Zentralteil von Tansania etwa 35 Kilometer Luftlinie nordöstlich der Regionshauptstadt Singida. Das größte Gewässer ist der See Mikuyu, der an der Südgrenze liegt. Bei der Volkszählung 2022 lebten 20.784 Menschen in 3786 Haushalten auf einer Fläche von 112 Quadratkilometern.

### Nachbarbezirke
Der Bezirk grenzt im Nordosten an den Distrikt Hanang in der Regionen Manyara:
|        | Mudida                                      | Hanang   |
| Mtinko | Kompassrose, die auf Nachbargemeinden zeigt |          |
| Kijota |                                             | Ikhanoda |

## Gliederung
Der Bezirk besteht aus sieben Gemeinden (swahili Mtaa) mit 31 Orten (Kitongoji):
| Makuro - Majengo Mapya - Makuro Kati - Mwagham | Mwalala - Kiranga - Msomolo - Mwalala Kati | Ghalunyangu - Mwagoda - Mwalala - Mitunduruni - Mitula - Kinyamburi | Ng’ongoampoku - Msomolo - CCM - Mghumo - Laniko A - Laniko B - Mwandela | Matumbo - CCM - Mvae - Mughunga - Mughumo | Mikuyu - Mikuyu - Mlegea - Kichoghwa - Misighumbi | Mkenge - Mnang’ana - Unyambwa - Msaghaa - Msaghaa B - Mughunga - Katani |

## Wirtschaft und Infrastruktur
- Aufforstung: In den Jahren 2012 bis 2015 wurden im Bezirk jeweils rund 40.000 bis 50.000 Bäume gepflanzt.[8]
- Tierhaltung: Der Nutztierbestand in Makuro liegt bei 8000 Rindern, 4500 Ziegen, 5000 Schafen und 24.000 Hühnern (Stand 2016).[8]
- Bildung: Im Bezirk liegen zwei weiterführende Schulen.[9] Die Makuro Secondary School[10] und die Matumbo Secondary School[11] sind staatliche Tagesschulen mit einer Ausbildung bis zur 4. Stufe.
- Gesundheit: In Makuro gibt es ein staatliches Gesundheitszentrum[12] und drei staatliche Apotheken, je eine in den Gemeinden Ghalunyangu,[13] Matumbo[14] und Mkenge.[15]